# Stud poker
Lo Stud poker è un tipo di poker in cui il gioco si svolge con una o più carte scoperte.

## Varianti
Di seguito sono riportate le specialità più conosciute e giocate al mondo.

### 7 Card Stud
Questa è una variante di tipo stud in cui i giocatori ricevono in tutto sette carte: due coperte e una scoperta all'inizio, nei tre giri successivi tre carte scoperte e infine un'ulteriore carta coperta finale. Un giocatore che punta tutto (all in) è obbligato a mostrare le carte coperte agli altri giocatori. Il giocatore spera di avere tre carte di partenza che, combinate, fanno gioco. Sarebbe a dire che le prossime 4 carte sommate alle tre precedenti fanno chiudere un punto. Esempio classico è il tris di partenza, ovviamente il tris d'assi è il punteggio migliore sperato.

### 5 Card Stud
Si tratta di un gioco molto simile al 7 card stud. Ogni giocatore riceve una carta coperta dopo aver posto un ante, si iniziano così i giri di scommessa sino a che ogni giocatore abbia oltre a quella coperta iniziale altre 3 carte, ma scoperte, ed un'ulteriore carta scoperta finale.

### Caribbean Stud
Il Caribbean Stud costituisce una specialità di Poker, che ha per particolarità il fatto che i partecipanti giocano contro il banco e non l'uno contro l'altro. Altra caratteristica è la possibilità di vincere il Jackpot, un montepremi progressivo che aumenta in base alle puntate dei giocatori e che viene corrisposto ai punti più alti. Si gioca con un mazzo da 52 carte.

### Canadian Stud
Simile al 5 card stud. In questa variante contano come punti i quattro quinti a scala ed i quattro quinti a colore, cui valore è interposto a coppia e doppia coppia.

### Telesina
La telesina è un gioco di origine italiana. Simile al 5 card stud.